# Ciclisme als Jocs Olímpics d'estiu de 2012 - Contrarellotge masculina
La Contrarellotge masculina dels Jocs Olímpics de Londres del 2012 es va disputar l'1 d'agost sobre un recorregut de 44 km, amb inici i final a Hampton Court Palace, al sud-oest de Londres, i passant per Kingston-upon-Thames i Surrey.
Els ciclistes prenien la sortida cada 90 segons, sent el vencedor el britànic Bradley Wiggins.

## Medallistes
| Or                    | Plata             | Bronze             |
| Bradley Wiggins (GBR) | Tony Martin (GER) | Chris Froome (GBR) |

## Classificació final

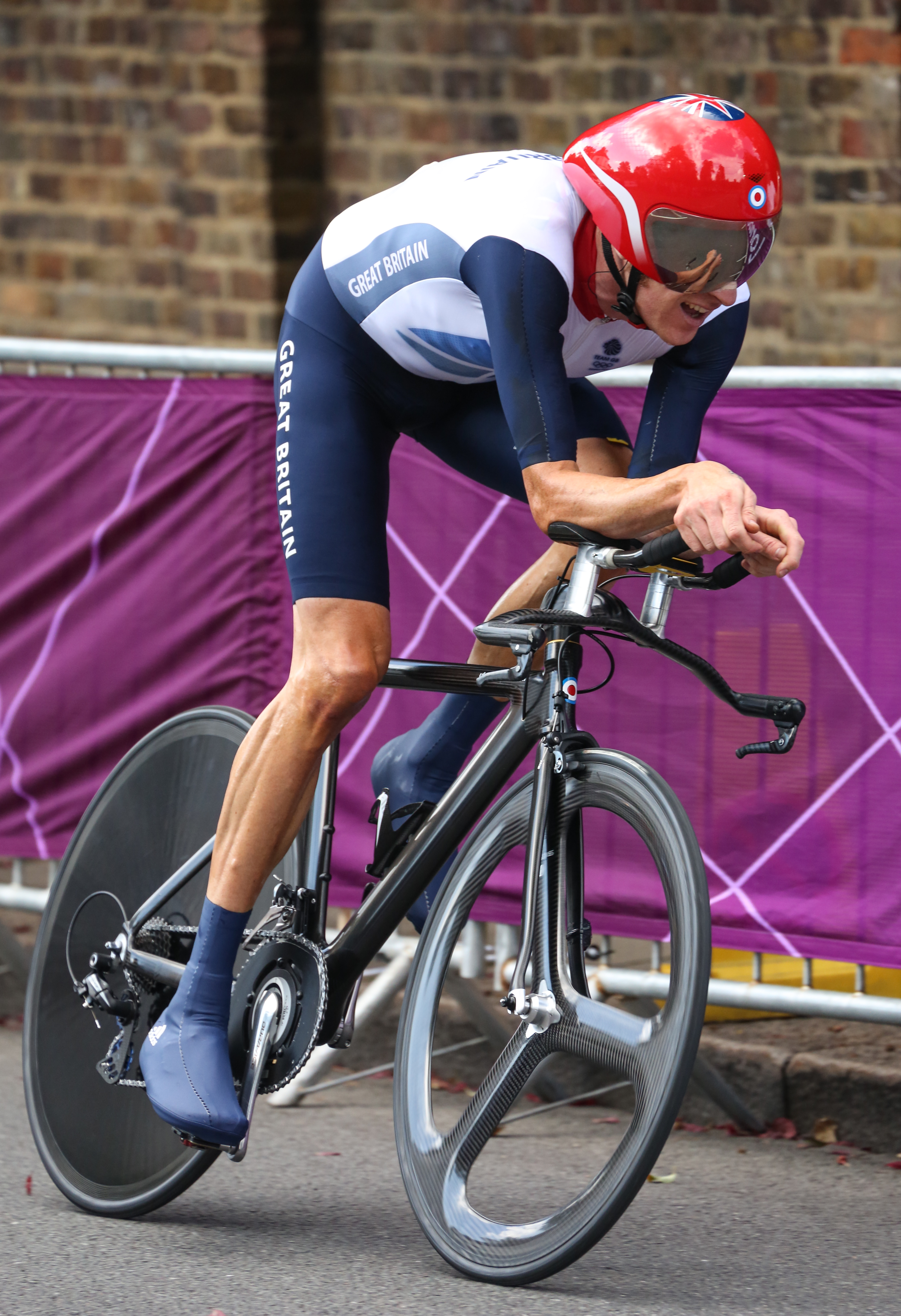
El vencedor, Bradley Wiggins, en les proximitats de Bushy Park, a 2 km de l'arribada.

| Pos.   | Ciclista                   | Temps       |
| ------ | -------------------------- | ----------- |
| Or     | Bradley Wiggins (GBR)      | 50' 39" 54  |
| Argent | Tony Martin (GER)          | + 42" 00    |
| Bronze | Chris Froome (GBR)         | + 1' 08" 33 |
| 4      | Taylor Phinney (USA)       | + 1' 58" 53 |
| 5      | Marco Pinotti (ITA)        | + 2' 09" 74 |
| 6      | Michael Rogers (AUS)       | + 2' 11" 85 |
| 7      | Fabian Cancellara (SUI)    | + 2' 14" 17 |
| 8      | Bert Grabsch (GER)         | + 2' 38" 50 |
| 9      | Jonathan Castroviejo (ESP) | + 2' 49" 82 |
| 10     | Janez Brajkovič (SVN)      | + 3' 30" 18 |
| 11     | Lieuwe Westra (NED)        | + 3' 40" 08 |
| 12     | Vassil Kirienka (BLR)      | + 3' 50" 75 |
| 13     | Edvald Boasson Hagen (NOR) | + 3' 51" 33 |
| 14     | Lars Bak (DEN)             | + 3' 53" 67 |
| 15     | Jakob Fuglsang (DEN)       | + 3' 54" 95 |
| 16     | Gustav Larsson (SWE)       | + 3' 55" 72 |
| 17     | Philippe Gilbert (BEL)     | + 4' 00" 44 |
| 18     | Nelson Oliveira (POR)      | +4' 02" 03  |
| 19     | Jack Bauer (NZL)           | + 4' 14" 62 |
| 20     | Denís Ménxov (RUS)         | + 4' 19" 72 |
| 21     | Ramūnas Navardauskas (LTU) | + 4' 32" 78 |
| 22     | Lars Boom (NED)            | + 4' 50" 20 |
| 23     | Aleksandr Vinokúrov (KAZ)  | + 4' 57" 51 |
| 24     | Fumiyuki Beppu (JPN)       | + 4' 01" 10 |
| 25     | Maciej Bodnar (POL)        | + 5' 10" 13 |
| 26     | Magno Nazaret (BRA)        | + 5' 11" 23 |
| 27     | David McCann (IRL)         | + 5' 24" 23 |
| 28     | Ryder Hesjedal (CAN)       | + 5' 26" 64 |
| 29     | Sylvain Chavanel (FRA)     | + 5' 28" 13 |
| 30     | Michael Albasini (SUI)     | + 5' 58" 84 |
| 31     | Assan Bazàiev (KAZ)        | + 6' 01" 23 |
| 32     | Luis León Sánchez (ESP)    | + 6' 19" 62 |
| 33     | Tomás Gil (VEN)            | + 6' 25" 58 |
| 34     | Mouhcine Lahsaini (MAR)    | + 6' 45" 70 |
| 35     | Fabio Duarte (COL)         | + 6' 54" 66 |
| 36     | Alireza Haghi (IRN)        | + 7' 01" 90 |
| 37     | Ahmet Akdilek (TUR)        | + 8' 31" 65 |